# 妄想テレパシー
『妄想テレパシー』（もうそうテレパシー）は、NOBELによる日本の4コマ漫画。

## 概要
星海社がTwitter上で展開している日刊4コマ漫画配信サービス「ツイ4」において、2016年2月9日から2020年4月12日まで公開された。4コマ漫画の体裁だが、4コマでストーリーが終わらず数話連続して続くことが多々ある。単行本は星海社COMICSから、後日譚や「おまけまんが」を追加して全7巻が発刊されている。
第3回次にくるマンガ大賞2位受賞。
主人公はテレパシーを持つ女子高生であり、能力に翻弄されつつ周囲の人々との恋愛や交流を深めていく様子が描かれる。
現実世界はモノクロで描かれ、主人公の妄想（テレパシー）の部分がカラーで描かれる。話によっては妄想部分は数ページ（数日）分に及ぶこともある。タッチとしては低頭身のデフォルメキャラでありギャグ展開が多いが、意識と認識の解釈などに独特の深みを見せる。キャラクターのわずかな表情（主人公の一人の設定は無表情）の中に感情の揺らぎを表現し、作品の特徴となっている。

## あらすじ
京都府内の進学校である洛中高等学校の3年生、人の心を読める超能力者であることを秘密にしている中野彩子は3年のクラス発表の時、同級になった戸田隼人が彩子に思いをよせ頭の中ではエロい妄想をしていることを知った。
誰もクラス委員をやりたくないし、担任が例年通りなってほしいと思っていることなどを能力で察し、彩子は1年や2年の時と同様に意に反して委員になる。隼人は彩子ときっかけを持ちたい一心で委員になる。委員などしたことがなかった隼人の行動に疑問を持ち、幼馴染の東まなみは好意を寄せる隼人への予防線として、彩子に友達になろうと言う。サッカー部の試合、修学旅行、祇園祭や文化祭などのイベントを通じ、隼人の彩子への思いは高まるが、エロい妄想の頻度も高まっていき、それを感じ取ってしまう純朴な彩子の隼人への好意を効果的に阻害する。
隼人が彩子に好意を抱いたのは、高校入試の日に受験票を紛失し、見ず知らずの彩子が拾って能力を使い隼人に渡してくれたからである。感情表現に乏しい隼人が困っている事を理解し、絶望の淵から救ってくれた彩子を、入学式で見つけてから女神と崇めるようになった。しかし、ある日パンチラを見てしまい、彩子の羞恥の表情をエロいと認識してしまってから、隼人の妄想は果てしなく続くようになった。
表情に乏しい隼人と唯一それを読み取れる彩子、忠犬の様に二人を慕う（だけでなく彩子に交際を迫る）隼人と正反対に直情径行なサッカー部の後輩、隼人の幼馴染から恋人になりたいマナミや彼女によって開かれていく交友関係など、もやもやした状態で学校生活を過ごすうちに、いつしか彩子も隼人への好意を自覚していく。文化祭での艱難辛苦を経て自覚は確信へと変わり、彩子はマナミに隼人への好意を告げ、マナミは既知と返答する。
素直に感情を表現できない隼人と、幼少から他人の意識に敏感で自衛のため内省的になりがちな彩子の、本来なら両思いで幸福なはずの恋の成否は、イラつく友人たちが見守るなか甘酸っぱく揺らぎながら、卒業後の大学進学に向かい、二人だけのハッピーエンドを迎える。
大学3年になった彼らだが、未だに彩子のテレパシーは秘密だった。高校仲間4人で集まった、ある飲み会でマナミが酔った勢いからか、隼人に彩子の能力を知っている前提で話しかけてしまい、ついに露見する。謝りつつも、そのままマナミは酔いつぶれてしまう（なぜか矢嶋晃は普段どおり飄々としている）。とまどう二人だったが、既に妄想における行為を幾度となく実行している彼らなのだ。承知の上で…という隼人の冷静な推察のもと、さらにイチャつく彩子と隼人であった。

## 登場人物
中野 彩子（なかの あやこ）
本作の主人公である女子高生。超能力（テレパシー）を持っており、人の心を視聴覚的に読める。引っ込み思案で眼鏡をかけ、服装のセンスは壊滅的だが巨乳。自分の能力もネガティブに捉えがちで、隼人への好意を自覚するのに苦労する。帰宅部で友人はいないが、3年1組のクラスになったことから、思いもよらぬ方向へと青春が加速する。服装センスは何故ソレを買うか不明レベルで、中でも「サメTシャツ」は現実にネットで通販（つまりネタに）されたほどである。最終巻で「彩子という名前を何回も乳子と誤記したが誤りというワケでもない。また、思いっきり引くような自分の妄想をしてる男子を好きになるとか超越強力メンタルかも…」との旨を作者が記述している。
戸田 隼人（とだ はやと）
もう一人の主人公。感情を素直に表現できないが、クールで眉目秀麗、頭脳優秀な同級生。サッカー部エースストライカーにしてＫ大医学部へ現役進学する。女子に人気があるが、目立たない中野彩子に人知れず好意を抱いている事を、当人にテレパシーで読まれてしまっている。しかし、イメージに反しエロい頻繁な妄想も読まれてしまっているため、素直に好意を受け入れてもらえない。隼人が女になったと彩子が誤解するほど似ている高1の妹の紅葉（もみじ、やはり無表情で通う女子高でモテモテ、何故か兄のエロ本の内容を知っている、終盤には彩子の気持ちを隼人に悟らせるキレを見せる）がいて、無表情な一族（医者多数）だというエピソードがある。最終巻にて「無表情という設定は連載以後で単発だった1巻なかばぐらいまでは普通に笑ったりしている。また、彼のドピンク脳は暗くなりがちな本作を何度も救ってくれた」との旨を作者が記述している。
東 まなみ（あずま まなみ）
幼馴染の隼人を大好きで公然とアタックしていた。ツインテールをカールしてクロワッサンのように左右に垂らし（最終巻にて作者曰く描くのダルかった）、小柄で見た目は良いが性格に難があり貧乳（事ある毎に彩子の乳を触る）。隼人の彩子への思いを察知し、紆余曲折を経て彩子の唯一の親友となる。修学旅行中、失敗に終わる隼人への告白を機会に、彩子のテレパシー能力を当人からカミングアウトされる当作中唯一の人物。当然メチャクチャに当初は引くが、たちまち飲み込む図太さを持つ。ドライな性格はウェットな彩子との相性が良く、彩子の能力を第３者的に駆使する恐ろしさをも見せる。彩子が自らの能力に疑念を抱いた時には合理的な案を提示し、彩子が隼人への好意を再認識する後押しとなる。隼人への思いを断つと、文化祭後に（単に隼人以外の男子に興味がなかったため）名も知らぬ同級の男子と交際を始める。掲載当初、読者からのディスられ方は圧倒的であったが、そのうち好きにさせたると思っていたとの旨、作者が最終巻で記述している。
矢嶋 晃（やじま あきら）
隼人とまなみの友人、高校の先輩だった大学生の年上の恋人がいる。彩子のイツメンになる4人の一人で、普通に感情表現できるため、彩子が気安く話せる唯一の男子となる。主要登場人物の好意の関係性を冷静に判断できている唯一の人物であり、かなり冷笑的に眺めている。家の自転車屋でバイトしているが、彩子のテレパシーでは異なるイメージであった。年上の彼女も彩子のイメージとは異なり、これらは彩子が自らの能力に疑念を抱く原因となる。当初、まなみとは別に仲が良かった訳ではなかったのではないかとの旨、作者が最終巻で記述している。
1. ↑  “次にくる漫画大賞”. 2019年6月24日閲覧。
2. ↑  “Tシャツトリニティ”. 2021年10月9日閲覧。